# Maurepas, Yvelines
Maurepas là một xã trong vùng hành chính Île-de-France, thuộc tỉnh Yvelines, quận Rambouillet, tổng Maurepas. Tọa độ địa lý của xã là 48° 45' vĩ độ bắc, 1° 56' kinh độ đông. Maurepas nằm trên độ cao trung bình là 135 mét trên mực nước biển, có điểm thấp nhất là 87 mét và điểm cao nhất là 178 mét. Xã có diện tích 8,32 km², dân số vào thời điểm 2006 là 19829 người; mật độ dân số là 2356,9 người/km².

## Các thành phố kết nghĩa
- Henstedt-Ulzburg, Đức

## Địa điểm tham quan
- Nhà thờ St. Sauveur
- Nhà thờ Notre-Dame (1973)